# Ulrich Zimmermann (Biotechnologe)
Ulrich Zimmermann (* 9. März 1942 in Berlin) ist ein deutscher Biotechnologe.
Im Zeitraum von 1961 bis 1966 studierte er an der Gottfried Wilhelm Leibniz Universität Hannover und an der Technischen Universität Berlin Chemie und Physik. Schließlich promovierte er 1968 an der TU Berlin. Seine Dissertationsarbeit schrieb er zum Thema Untersuchung über die Element- und Isotopen-Diskriminierung von Alkaliionen an Membranen einzelliger Algen.
Von 1969 bis 1984 leitete Zimmermann die Arbeitsgruppe Membranforschung am Forschungszentrum Jülich. 1984 folgte er einem Ruf auf den Lehrstuhl für Biotechnologie der Universität Würzburg. Seit seiner Emeritierung 2009 ist er Seniorprofessor am Biozentrum der Universität Würzburg.
Seine Forschungsschwerpunkte sind die Elektromanipulation von Zellen und Organellen; die immunisolierte Transplantation von Zellen sowie Turgor-regulierte Prozesse in Algen und höheren Pflanzen.
Seine Firma gehört zu den Finalisten beim Deutschen Innovationspreis 2011.

## Werke
- Ulrich Zimmermann: Electromanipulation of cells. 2. Auflage. CRC Press, 2005, ISBN 0-8493-1619-7.